# Méhariste
Un méhariste est une personne qui monte un dromadaire (ou méhari) en course, en randonnée méharée, en caravane ou dans des unités militaires telles que les unités sahariennes françaises et les compagnies méharistes sahariennes.

## Corps de méharistes français

### Origines
La France a créé un corps de Compagnies Méharistes Sahariennes, dans le cadre de l'Armée d'Afrique, au Sahara en 1902. Ces unités remplacent les unités régulières de spahis et de tirailleurs algériens utilisées auparavant pour patrouiller aux frontières du désert. Les Compagnies méharistes nouvellement créées sont recrutées principalement dans la tribu nomade des Chaamba et commandées par des officiers du Bureau des Affaires Indigènes. Chaque compagnie de Méharistes comprenait six officiers, 36 sous-officiers et hommes de troupe français, et 300 hommes de troupe Chaamba. Leurs bases sont à Tabelbala, Adrar, Ouargla, Fort Polignac et Tamanrasset.

### Histoire
Grâce à leurs liens avec les tribus locales, à leur mobilité et à la souplesse de leurs tactiques, les Compagnies Méharistes constituaient un moyen efficace de surveiller le désert. Un corps de chameaux similaire, les groupes nomades, a ensuite été levé pour couvrir le sud du Sahara, opérant depuis l'Afrique occidentale française et relevant des troupes coloniales. À partir des années 1930, les Méharistes ont fait partie des Compagnies Sahariennes qui comprenaient également des unités motorisées françaises et (à partir de 1940) de la Légion étrangère. Après l'établissement d'un mandat français sur la Syrie en 1920, trois compagnies légères du désert méharistes sont organisées dans ce pays au sein de l'Armée du Levant.
Pendant la Seconde Guerre mondiale, les groupes nomades du territoire du Tchad, ont combattu les forces de l'Axe dans le Fezzan et le sud de la Tunisie. A la fin de la guerre, les Compagnies Sahariennes ont repris leur rôle de police du désert. Opérant en vastes pelotons de 50 à 60 hommes sous les ordres d'officiers français, elles administraient les lois locales, fournissaient une assistance médicale de base, inspectaient les puits et faisaient rapport sur l'état des pâturages dans les zones fertiles des oasis .
Le Sahara est resté relativement calme pendant la guerre d'indépendance algérienne (1954-62), mais il y a eu un cas, le 17 octobre 1957, où 60 méharistes de la compagnie de chameaux Adrar près de Timimoun se sont mutinés et ont tué leurs huit officiers et sous-officiers français. Selon des rapports divergents, les mutins ont pu rejoindre les rebelles de l'Armée de libération nationale (ALN) ou ont été capturés en plein désert par des avions de chasse français et détruits[C'est-à-dire ?]. Au cours des dernières phases de la guerre d'Algérie, des détachements de méharistes ont patrouillé les extrémités sud (sahariennes) de la ligne Morice fortifiée le long de la frontière tunisienne. À plusieurs reprises, l'ALN a tenté de déborder la ligne en déguisant des unités de commando en méharistes   .
Les unités montées sur chameaux sont restées en service jusqu'à la fin de la domination française en 1962. Les méharistes recrutés localement ont alors été dissous tandis que le personnel français était transféré dans d'autres unités.

### Après l'indépendance
L'armée algérienne moderne maintient jusqu'à douze compagnies de troupes du désert dans le Sahara, mais ce sont des unités mécanisées. Un petit corps monté à dos de chameau avec du personnel touareg, sur le modèle des méharistes de l'époque française, a été dissous vers 1980.
En 1996, le gouvernement du Mali a rétabli un corps de chameaux de six compagnies pour les patrouilles et le travail de police le long de sa frontière saharienne. Cependant, le soulèvement touareg de 2012 et les troubles qui ont suivi ont entraîné de nombreuses pertes et désertions parmi les méharistes. En 2013, seuls 368 méharistes étaient encore en service et l'avenir du corps était incertain. La Mauritanie conserve une unité de méharistes, au moins à des fins cérémonielles.

### L'uniforme
Les Compagnies Méharistes portaient des manteaux fluides (Gandoura) de couleur blanche pour les troupes arabes ou bleue pour les troupes touaregs, avec des turbans, des voiles et de larges pantalons noirs (Sarouel). Deux ceintures rouges étaient portées - l'une enroulée autour de la taille et l'autre croisée sur la poitrine sous un équipement en cuir rouge-brun de modèle traditionnel saharien. Une tenue de campagne kaki de coupe similaire était également portée.
Le personnel français portait des képis bleu clair. Tous les grades étaient normalement pieds nus lorsqu'ils étaient en selle, afin de ne pas blesser le haut du corps sensible de leurs chameaux. La sellerie et les autres équipements en cuir étaient de conception locale et souvent décorés de manière élaborée.

## Corps de méharistes italiens
Des corps de chameaux recrutés localement, appelés Meharisti, ont été maintenus par le Corps royal des troupes coloniales dans les territoires italiens d'Afrique du Nord de Cyrénaïque et de Tripolitaine pendant la période coloniale. La Zaptie meharista italienne servait principalement de gendarmerie du désert. Comme leurs homologues français et espagnols, ils étaient recrutés parmi les tribus indigènes du désert et portaient des versions modifiées de leurs costumes tribaux.

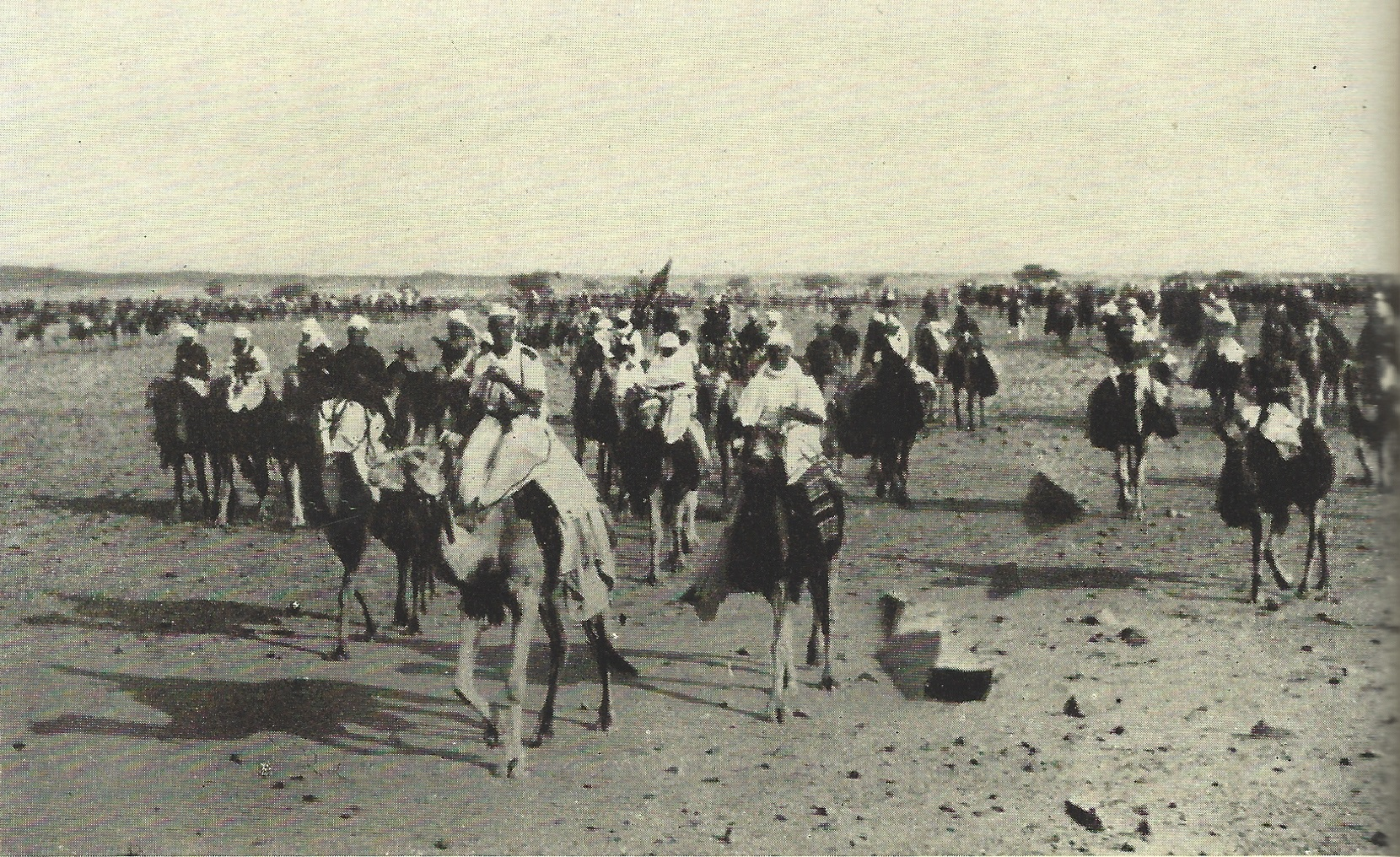
Meharistes dirigés par Amedeo d'Aosta en Libye italienne en 1930

Après la guerre italo-turque et la conquête de la Libye, l'Afrique du Nord italienne est divisée en deux colonies distinctes avec deux corps militaires distincts : le Corps royal des troupes coloniales de Tripolitaine et celui de Cyrénaïque, qui sont fusionnés en 1935 dans le Corps royal des troupes coloniales de Libye. Ces corps ont dès le départ déployé des unités de méharistes et de sahariens, particulièrement adaptés pour opérer dans les territoires désertiques du sud de la Libye. Au total, sept groupes d'escadrons sahariens de Tripolitaine et quatre escadrons méharistes de Cyrénaïque ont été activés.

## Corps de méharistes espagnols
Des corps de chameaux recrutés localement étaient entretenus par l'armée espagnole dans son territoire nord-africain, le Sahara espagnol. Les Tropas Nomadas espagnols servaient principalement de gendarmerie du désert. Comme leurs homologues français, ils étaient recrutés parmi les tribus indigènes du désert et portaient des versions modifiées des costumes tribaux.

## Sources
- (en) Cet article est partiellement ou en totalité issu de l’article de Wikipédia en anglais intitulé « Méhariste » (voir la liste des auteurs).